# Sason
Sason là một huyện thuộc tỉnh Batman, Thổ Nhĩ Kỳ. Huyện có diện tích 732 km² và dân số thời điểm năm 2007 là 31230 người, mật độ 43 người/km².